# کاربر چیره‌دست
کاربر چیره‌دست (Power User) یا کاربر حرفه‌ای، کاربری از رایانه و یا نرم‌افزار و سایر دستگاه‌های الکترونیکی است که از ویژگی‌های پیشرفته‌ی سخت‌افزار رایانه، کنش‌سامانه‌ها، برنامه‌ها یا وب‌سایت‌ها که بدست کاربر عادی کاربری نمی‌شوند، کاربری می‌کند. یک کاربر چیره‌دست می‌تواند دانش فنی گسترده‌ای در مورد سیستم‌هایی که استفاده می‌کند نداشته باشد ولی با شایستگی یا گرایش به کاربری بیشینه از برنامه‌ها یا سامانه‌های رایانه‌ای هویدا می‌شود.
این  واژاک در دهه ۱۹۸۰ مورد کاربرد نهاده شد، زمانی که دوستداران رایانش چیره‌دستی‌های ویژه‌ای را برای کار با یا سفارشی‌سازی سخت‌افزار و نرم‌افزار دردسترس پیش بردند. کاربران چیره‌دست پیش از آمدن اینترنت تجاری، بهترین راه‌ها را برای انجام کارهای رواگ و یافتن اطلاعات پیشرفته می‌دانستند. در سکو‌های رایانه‌های شخصی، کاربران چیره‌دست مجله‌هایی مانند Byte یا PC Magazine را می‌خواندند و به اندازه‌ی بایسته درباره‌ی سامانه‌های کنش می‌دانستند تا فایل‌های دسته‌ای ساخت و ویرایش کنند، برنامه‌های کوتاه را به زبان BASIC بنویسند و تنظیمات سامانه را تنظیم کنند. آنها گرایش داشتند سامانه‌های موجود را سفارشی یا "بهبود" بخشند، نه اینکه نرم‌افزار نو ایجاد کنند.
در سامانه‌های نرم‌افزاری سازمانی، «کاربر ارشد» ممکن است یک نقش رسمی باشد که به فردی داده می‌شود که برنامه‌نویس نیست، بلکه متخصص نرم‌افزارهای تجاری است. اغلب این افراد نقش شغلی کاربر عادی خود را حفظ می‌کنند، ولی در آزمایش، آموزش و پشتیبانی سطح اول نرم‌افزار سازمانی نیز فعالیت دارند.
برخی از نرم‌افزارها به گونه‌ی ویژه برای کاربران حرفه‌ای شایسته دانسته می‌شوند و ممکن است به همین منظور طراحی شوند. برای نمونه می‌توان به پخش‌کننده رسانه VLC ، یک چارچوب چندرسانه‌ای، یک پخش‌کننده و یک سرور اشاره کرد که شامل ویژگی‌های پیچیده‌ای است که در سایر مجموعه‌های پخش‌کننده رسانه یافت نمی‌شود.

## مسائل مربوط به طراحی رابط کاربری

### شدت استفاده
آزمایش کاربر برای نرم‌افزار اغلب بر روی کاربران عادی یا معمولی تمرکز دارد. کاربران چیره‌دست می‌توانند در سنجش درروی کاربران معمولی و حداقلی به عناصر رابط کاربری متفاوتی نیاز داشته باشند، زیرا ممکن است به کمک و نشانه‌های کمتری نیاز داشته باشند. یک کاربر حرفه‌ای ممکن است در مقایسه با یک کاربر معمولی یا گاه‌به‌گاه، تمام‌وقت از یک برنامه استفاده کند. بنابراین برنامه‌ای که برای کاربران حرفه‌ای طراحی شده است، معمولاً شامل ویژگی‌هایی است که استفاده از رابط را برای متخصصان آسان‌تر می‌کند، حتی اگر این ویژگی‌ها برای مبتدیان گیج‌کننده باشد.

### میانبرها
یک نمونه‌ی معمول، کلیدهای ترکیبی گسترده، مانند Ctrl+F یا Alt+Enter است؛ داشتن کلیدهای ترکیبی و میانبر برای بسیاری از توابع، نشانه‌ای از طراحی نرم‌افزار کاربرمحور است، زیرا به کاربرانی که تلاش بیشتری برای یادگیری میانبرها می‌کنند، این امکان را می‌دهد که بدون برداشتن دست خود از روی صفحه کلید، به سرعت با برنامه کار کنند.
کاربران حرفه‌ای معمولاً می‌خواهند نرم‌افزار را با کمترین همکنش یا با بیشترین تندی ممکن اجرا کنند و بتوانند وظایف را به روشی دقیق و دقیقاً قابل تکرار انجام دهند، در حالی که کاربران معمولی ممکن است خوشحال شوند اگر برنامه بتواند به طور شهودی تقریباً کاری را که می‌خواهند انجام دهد. برای کمک به خودکارسازی وظایف تکراری در طول استفاده سنگین، رابط‌های کاربری حرفه‌ای اغلب امکان نوشتن ماکروها را فراهم می‌کنند و توابع برنامه ممکن است از پیش با این هدف که به گونه‌ی برنامه‌نویسی در اسکریپت‌نویسی استفاده شوند، در نظر گرفته شوند.

### کاربران حرفه‌ای در مقابل مینیمالیست‌ها
طراحی رابط کاربری ممکن است مجبور باشد بین نیازهای گیج‌کننده‌ی مبتدیان و مینیمالیست‌ها در مقابل نیازهای پیچیده‌ی متخصصان و کاربران حرفه‌ای، تعادل برقرار کند. این نگرانی‌ها ممکن است تا حدودی با مشکل دوازده چشمک‌زن همپوشانی داشته باشند، که در آن یک رابط کاربری پیچیده باعث می‌شود کاربران از ویژگی‌های خاصی اجتناب کنند. ممکن است بسیار دشوار باشد که هم کاربران جدید را که می‌خواهند رابط‌های کاربری بصری باشند و هم متخصصانی را که می‌خواهند قدرت و انعطاف‌پذیری داشته باشند، جذب کرد.
با این حال، برای این مشکلات راه‌حل‌هایی وجود دارد، مانند:
- دگرگونی‌های کالا
- حالت‌های عملیاتی
- ویژگی‌ها، گزینه‌ها و تنظیمات پیشرفته‌تر که به صورت منطقی در زیرمنوها از هم جدا شده‌اند.
- میانبرهای صفحه‌کلید ، برای پنهان کردن قابلیت‌های پیچیده از رابط کاربری، در عین حال حفظ پتانسیل کاربر (در صورت شناخته شدن میانبر).

کاربران همچنین ممکن است به اشتباه خود را به عنوان کاربران حرفه‌ای معرفی کنند، در حالی که از صلاحیت کامل برخوردار نیستند، این امر الزامات طراحی نرم‌افزاری را که خواسته‌ها و نیازهای آن کاربران را برآورده می‌کند، پیچیده‌تر می‌کند.

### سادگی در مقابل کارایی
یک رابط کاربری ساده و شهودی اغلب پیچیدگی فنی یک برنامه را افزایش می‌دهد و مانع استفاده کارآمد از آن می‌شود، در حالی که یک رابط کاربری با طراحی خوب اما ظاهراً پیچیده می‌تواند با در دسترس قرار دادن سریع بسیاری از ویژگی‌های پیشرفته برای متخصصان، کارایی را افزایش دهد. به عنوان مثال، برنامه‌ای با میانبرهای صفحه کلید پیشرفته فراوان، ممکن است بی‌جهت پیچیده به نظر برسد، اما کاربران باتجربه و حرفه‌ای ممکن است اجتناب از توالی‌های طولانی کلیک ماوس برای پیمایش منوها و پنجره‌های بازشو را آسان‌تر و سریع‌تر بیابند. چنین منوها و پنجره‌هایی ممکن است برای راهنمایی شهودی کاربران جدید در مسیر مورد نظر وجود داشته باشند، اما اغلب از نظر طراحی بیش از حد ساده هستند، به طوری که افراد تازه کار می‌توانند به راحتی مراحل مورد نیاز را درک کنند. ارائه همزمان هر دو رابط کاربری یک گزینه است، اما به زمان توسعه بسیار طولانی نیاز دارد، بنابراین اغلب بده بستان‌هایی انجام می‌شود.

## نقش‌های رسمی

### SAP و اوراکل
SAP و Oracle سیستم‌های سازمانی هستند که برای کسب گواهینامه حرفه‌ای به مجموعه‌ای پیچیده از آموزش‌ها نیاز دارند. به همین دلیل، و همچنین برای تشویق تعامل با سیستم‌ها، بسیاری از شرکت‌ها یک "مدل کاربر برتر" (که به آن کاربر قدرتمند، قهرمان نیز گفته می‌شود) ایجاد کرده‌اند تا کاربران عادی را جذب کرده و آنها را به سطح رهبری در سیستم ارتقا دهند. انجام این کار سه هدف را محقق می‌کند:
1. کاربری مشارکتی‌تر از سامانه، چرا که یک چهره‌ی شخصی برای حمایت از سیستم اختصاص داده شده و پذیرش فناوری را آسان‌تر می‌کند.
2. کاهش قابل توجه زمان و هزینه، زیرا شرکت‌ها به دنبال استخدام یا جستجوی منابع جدید یا موقت برای اهداف توسعه و/یا ارائه مستندات، آموزش و پشتیبانی نیستند.
3. بازگشت سرمایه یا اثبات مفهوم سرمایه‌گذاری SAP باید آسان‌تر حاصل شود، زیرا کاربران مستقیماً درگیر می‌شوند و در نتیجه از سیستم سرمایه‌گذاری شده استفاده می‌کنند که در کل به نفع شرکت است.

تحقیقات گسترده‌ای در مورد مدل کاربر برتر در SAP، به ویژه در رابطه با نقشی که آنها در آموزش و پشتیبانی از کاربران نهایی ایفا می‌کنند، انجام شده است. در حال حاضر، بیش از ۷۰٪ از شرکت‌های SAP از نوعی مدل کاربر برتر استفاده می‌کنند.

### مدیریت ویندوز
در مایکروسافت ویندوز ۲۰۰۰، ویندوز XP حرفه‌ای و ویندوز سرور ۲۰۰۳، یک گروه "کاربران قدرتمند" در سیستم وجود دارد که مجوزهای بیشتری نسبت به یک کاربر محدود معمولی می‌دهد، اما از مجوزهای Administrator کمتر است. اگر کاربری عضو گروه کاربران قدرتمند باشد، احتمال بیشتری دارد که سیستم را در معرض بدافزار قرار دهد تا یک کاربر معمولی و می‌تواند با نصب عمدی بدافزار، حساب خود را به Administrator ارتقا دهد. بنابراین، گروه کاربران قدرتمند باید فقط با کاربران قابل اعتماد و آگاه استفاده شود. این گروه برای نگهداری کاربران غیرقابل اعتماد مناسب نیست. گروه کاربران قدرتمند در ویندوز ویستا به عنوان بخشی از ادغام ویژگی‌های ارتقاء امتیاز در معرفی User Account Control منسوخ شد. در ویندوز ویستا Business l یا بالاتر، هنوز می‌توانید از طریق کاربران و گروه‌های محلی یک "کاربر قدرتمند" ایجاد کنید، اما هیچ تفاوتی با یک کاربر استاندارد وجود ندارد زیرا تمام ورودی‌های ACL سیستم فایل به طور کامل حذف می‌شوند.

## نرم‌افزار
نرم‌افزارهایی که کاربران حرفه‌ای ممکن است برای بهینه‌سازی گردش کار خود به کار گیرند عبارتند از:
- مایکروسافت پاورتویز برای ویندوز
- اپل اتوماتور برای مک‌او‌اس

## همچنین ببینید
- لوسر
- سوپر یوزر
- مصرف‌کننده‌ی حرفه‌ای

## پیوندهای خارجی
- مقایسه مجوزهای کاربران حرفه‌ای، مدیران و سایر گروه‌های کاربری در دایرکتوری فعال ویندوز